# Liste der Kulturdenkmäler in Nünschweiler
In der Liste der Kulturdenkmäler in Nünschweiler sind alle Kulturdenkmäler der rheinland-pfälzischen Ortsgemeinde Nünschweiler aufgeführt. Grundlage ist die Denkmalliste des Landes Rheinland-Pfalz (Stand: 31. August 2023).

## Einzeldenkmäler
| Bezeichnung                               | Lage                                | Baujahr                                       | Beschreibung                                                                | Bild                           |
| ----------------------------------------- | ----------------------------------- | --------------------------------------------- | --------------------------------------------------------------------------- | ------------------------------ |
| Wohnhaus                                  | Bärenhütter Straße 1 Lage           |                                               | Krüppelwalmdachbau                                                          | BW                             |
| Wohnhaus                                  | Bärenhütter Straße, zu Nr. 1 Lage   | zweite Hälfte des 18. Jahrhunderts            | ehemaliges Unterstallhaus, zweite Hälfte des 18. Jahrhunderts               | BW                             |
| Evangelische Pfarrkirche                  | Bärenhütter Straße 10 Lage          | 1906                                          | neuspätromanische Emporenbasilika, Rotsandsteinquader, 1906–08              | weitere Bilder Fotos hochladen |
| Friedhofskreuz                            | Bärenhütter Straße, bei Nr. 10 Lage | 1855                                          | Friedhofskreuz, bezeichnet 1855                                             | BW                             |
| Quereinhaus                               | Höheischweiler Weg 3 Lage           |                                               | Quereinhaus, Krüppelwalmdach                                                | BW                             |
| Scheune                                   | Höheischweiler Weg 5 Lage           | 1857                                          | große Stallscheune, bezeichnet 185[7] (?)                                   | BW                             |
| Evangelisches Pfarrhaus                   | Kirchenstraße 7 Lage                |                                               | Krüppelwalmdachbau                                                          | BW                             |
| Katholische Pfarrkirche Mariä Himmelfahrt | Kirchenstraße 13 Lage               | erste Hälfte des 13. Jahrhunderts             | Chorturm, wohl aus der ersten Hälfte des 13. Jahrhunderts, Langhaus um 1500 | Fotos hochladen                |
| Kirchhoftor                               | Kirchenstraße, bei Nr. 13 Lage      |                                               | Tor der alten Kirchhofmauer                                                 | BW                             |
| Quereinhaus                               | Kirchenstraße 15 Lage               | Mitte oder zweite Hälfte des 19. Jahrhunderts | Quereinhaus, Krüppelwalmdach, Mitte oder zweite Hälfte des 19. Jahrhunderts | Fotos hochladen                |
| Schulhaus                                 | Schulstraße 17 Lage                 | um 1870/80                                    | ehemalige Schule; spätklassizistischer Putzbau, um 1870/80                  | BW                             |